# Studeni
Studeni (lat. November) jedanaesti je mjesec godine po gregorijanskom kalendaru. On ima 30 dana.

## Etimologija riječi
Ime mjeseca označava niske temperature koje njime započinju, a vlastito je hrvatskom jeziku. Stariji hrvatski nazivi ovog mjeseca u pojedinim krajevima bili su: vsesvetčak (po blagdanu Svih svetih, 1. studenog), veternjak, zmiščak.
Latinsko ime mjeseca november dolazi od riječi novem (deveti), jer je bio deveti mjesec Rimskog kalendara.

## Vanjske poveznice

### Sestrinski projekti
|  | Zajednički poslužitelj ima stranicu o temi Prikazi mjeseca    |
|  | Zajednički poslužitelj ima još gradiva o temi Prikazi mjeseca |
|  | Wječnik ima rječničku natuknicu studeni                       |

### Wiki rječnik
- Imena u raznim jezicima: wiki rječnik (engl.)